# Wellton
Wellton – miasto w Stanach Zjednoczonych, położone 75 km na wschód od Yumy, w stanie Arizona, w hrabstwie Yuma.